# Kouros di Samo
Il Kouros di Samo è una statua greca arcaica, custodita all'interno del Museo archeologico di Samo.

## Storia e descrizione
La statua venne realizzata da un'artista locale nel VI secolo a.C., probabilmente tra il 590 e il 570 a.C.: era un'offerta di Isches, figlia di Rhesis, di cui si ignorano le generalità, come testimoniato da un'incisione sulla gamba sinistra. Fu ritrovata nel 1980 da un gruppo di archeologi tedeschi guidati da Helmut Kyrieleis, durante le indagini dell'Heraion, sull'isola di Samo; al momento del recupero era pressoché intatta: mancavano i piedi, parte della gamba sinistra e la testa, la quale verrà rinvenuta nel 1985 e unita al resto del corpo. Dal 2017 venne esposta all'interno del Museo archeologico di Samo.
La statua, in marmo, ha un'altezza di 4,75 metri, 5,25 se si considera il supporto su cui è poggiata. Raffigura un kouros nudo, con i capelli lughi che scendono fino alle spalle, in posizione frontale, con la gamba sinistra leggermente più avanzata rispetto al resto del corpo, le braccia lungo i fianchi e le mani coi pugni chiusi; originariamente era dipinta e dei colori restano poche tracce.